# راؤول بوت
راؤول بوت (بالإنجليزية: Raoul Bott)‏ هو عالم أمريكي في مجال رياضيات ولد في 24 سبتمبر 1923 في بودابست, مملكة المجر (1920–1946)، حائز على جائزة قلادة العلوم الوطنية الأمريكية.

## وصلات خارجية
- الموقع الرسمي لجائزة قلادة العلوم الوطنية الأمريكية